# セグロイソメ科
セグロイソメ科 (Oenonidae) はイソメ目に属する多毛類の科である。他の多毛類に寄生する種が多い。

## 形態
"Prionognath"と呼ばれる、この科に特有の顎器を持つ。2列の歯は縦に並び、鋸のような形態になる。また、dorsal carrierと呼ばれる、これらの歯を支える構造が長く伸びることが特徴である。

## 生態
成長途中で、主にナナテイソメ科やシリス科の多毛類に寄生する。寄生性の多毛類は他の科にも存在するが、本科は内部寄生するという点で他に類を見ないものである。寄生性種から卵が発見された例はなく、宿主から抜け出して自由生活に移行した後で繁殖すると考えられている。

## 分類
17属90種が属する。
- Aenone - 1種 Aenone lithophaga Risso, 1826
- Arabella Grube, 1850 セグロイソメ属 - 26種
- Arabelloneris - 1種 Arabelloneris broomensis Hartmann-Schröder, 1979
- Biborin - 1種 Biborin ecbola Chamberlin, 1919
- Danymene - 1種 Danymene fouensis Kinberg, 1865
- Drilognathus - 1種 Drilognathus capensis Day, 1960
- Drilonereis Claparède, 1870 - 32種
- Haematocleptes Wirén, 1886 - 2種
- Halla - 3種 アカムシ Halla okudai
- Labrorostratus de Saint-Joseph, 1888 - 4種
- Laranda - 2種
- Larymna - 1種 Larymna cirrosa Kinberg, 1865
- Notocirrus Schmarda, 1861 - 9種
- Oenone - 1種 ヒメアカムシ Oenone fulgida (Savigny in Lamarck, 1818)
- Oligognathus Spengel, 1881 - 2種
- Pholadiphila - 1種 Pholadiphila turnerae Dean, 1992
- Tainokia - 1種 Tainokia iridescens Knox & Green, 1972